# Convoi no 21 du 31 juillet 1943
Le convoi no 21 du 31 juillet 1943 est le vingt-et-unième convoi de déportation à quitter, au cours de la Seconde Guerre mondiale, le territoire belge en direction d'Auschwitz-Birkenau,.
Le convoi XXI acheminait 1553 déportés : 775 hommes, 778 femmes, dont 174 enfants de moins de seize ans.
Pour la deuxième fois, le transport se fait au moyen de wagons à bestiaux. Dix personnes parvinrent à ouvrir une porte et à s'échapper. Quatre furent abattus : Wolf Szmulewicz (45 ans), Josek Majer Benkiel (36 ans), son épouse Chaja Bina (33 ans) et David Kanner (19 ans). Deux autres, âgés de 21 ans, furent repris et ramenés à la caserne Dossin : Eva Mandel et Eva Ledermann.
L'espionne Sarah Goldberg est inscrite sur la liste de déportation du Convoi no 21 sous le no 525 (comme Henri Wajnberg, son mari, qui est tué dans une chambre à gaz le 25 janvier 1944).